# Antheua simplex
Antheua simplex är en fjärilsart som beskrevs av Walker 1855. Antheua simplex ingår i släktet Antheua och familjen tandspinnare. Inga underarter finns listade i Catalogue of Life.